# 8 août en sport
8 juillet 8 septembre
Chronologies thématiques
- Croisades
- Ferroviaires
- Disney

Le 8 août (220e jour de l'année ou 221e en cas d'année bissextile) en sport.

## Événements

### XVIIIesiècle
- 1786 : 
  - (Alpinisme) : la première ascension officielle du mont Blanc par Jacques Balmat et Michel Paccard est en cours… Partis le 7, ils arriveront au sommet le 9.

### XIXesiècle
- 1870 :
  - (Voile) : le New York Yacht Club remporte la première Coupe de l'America, devant le challenger britannique Magic Cambria, du Royal Thames Yacht Club[1].

### XXesièclede1901à1950
- 1900 :
  - (Tennis) : premier match de la Coupe Davis entre la Grande-Bretagne et les États-Unis. Le titre est remporté le 10 août par les Américains (3-0).
- 1904 :
  - (Motonautisme) : Maurice Védrine gagne la première course de bateaux à moteur entre Calais et Douvres en 1 heure et 7 minutes.
- 1937 :
  - (Sport automobile) : Grand Prix automobile de Monaco.

### XXesièclede1951à2000
- 1981 :
  - (Rallye automobile) : arrivée du Rallye du Brésil.
- 1982 :
  - (Formule 1) : Grand Prix automobile d'Allemagne.
  - (Natation) : à Guayaquil, l'équipe des États-Unis, composée de Rick Carey, Steve Lundquist, Matt Gribble et Rowdy Gaines bat le record du monde du relais 4×100 m 4 nages, le portant à 3 min 40 s 84.
  - (Natation) : à Guayaquil, lors de la finale des Championnats du monde, Ricardo Prado bat le record du monde du 400 m 4 nages, le portant à 4 min 19 s 78.
- 1984 :
  - (Athlétisme) : le français Pierre Quinon, recordman du monde, devient champion olympique du saut à la perche avec un saut à 5,75 m.
- 1990 :
  - (Football) : le footballeur Jean-Marc Bosman saisit le tribunal de première instance de Liège dans le litige l'opposant au RFC de Liège, qui refuse son transfert vers le club français de l'US Dunkerque. C'est le début de l'affaire Bosman, qui débouchera sur l'arrêt Bosman.
  - (Football) : l'entraîneur belge Raymond Goethals quitte le Football Club des Girondins de Bordeaux.
- 1999 :
  - (Jeux panaméricains) : à Winnipeg, clôture de la treizième édition des Jeux panaméricains.

### XXIesiècle
- 2008 : 
  - (Jeux olympiques d'été /Jeux de Pékin 2008) : cérémonie d'ouverture des Jeux olympiques de Pékin.
- 2012 : 
  - (Jeux olympiques d'été de 2012 /Jeux de Londres 2012) : 15e jour de compétition aux Jeux olympiques de Londres.
- 2015 : 
  - (Natation /Championnats du monde) : en natation sportive, dans l'épreuve du 50 m papillon dames, victoire de la suédoise Sarah Sjöström. Dans le 50 m nage libres, victoire du français Florent Manaudou. Dans le 200 m dos féminin, victoire de l'australienne Emily Seebohm. dans le 100 m papillon hommes, victoire du sud-africain Chad le Clos Dans le 800 m nage libre féminin, victoire de l'américaine Katie Ledecky qui améliore le record du monde en 8 min 7 s 39. Dans le relais mixte 4×100m, victoire des américains Ryan Lochte, Nathan Adrian, Simone Manuel et Missy Franklin. En Water-polo, dans l'épreuve masculine, victoire de la Serbie face à la Croatie (11-4).
  - (Rugby à XV /The Rugby Championship) : Victoire de l'équipe d'Australie dans  l'édition 2015 du The Rugby Championship.
- 2016 :
  - (Jeux olympiques d'été /Jeux de Rio 2016) : 6e jour de compétition aux Jeux de Rio.
- 2017 :
  - (Athlétisme /Championnats du monde) : sur la 5e journée des Championnats du monde d'athlétisme, chez les hommes, victoire sur le 400 m du sud-africain Wayde van Niekerk, sur le 800 m, victoire du français Pierre-Ambroise Bosse, sur le 3 000 m steeple, victoire du kényan Conseslus Kipruto, à la perche, victoire de l'américain Sam Kendricks; chez les femmes, au javelot, victoire de la tchèque Barbora Špotáková.
- 2020 :
  - (Cyclisme sur route /Classique) : Ayant été reportée en raison de la pandémie de Covid-19[2], la 111e édition  de Milan-San Remo a lieu aujourd’hui. C'est le belge Wout van Aert qui s'impose devant le français Julian Alaphilippe.
  - (Football /Ligue des champions) : les deux derniers matchs des huitièmes de finale retour de la deuxième semaine de la Ligue des champions qui étaient reportés en raison du Covid-19 se jouent dans les stades des clubs aujourd’hui[3]. Le Bayern Munich élimine Chelsea et le FC Barcelone sort Naples.
- 2021 :
  - (JO /JO de Tokyo) : 19e et dernière journée des JO à Tokyo et cérémonie de clôture.
- 2024 :
  - (Jeux olympiques d'été /JO de Paris) : 15e jour de compétitions des Jeux olympiques.

## Naissances

### XIXesiècle
- 1880 : 
  - Henri Aldebert, bobeur et curleur français. Médaillé de bronze en curling aux Jeux de Chamonix 1924. († 24 avril 1961).
- 1888 :  
  - Hans von Rosen, cavalier de dressage suédois. Champion olympique du dressage par équipes aux Jeux de Stockholm 1912 et médaillé de bronze du dressage individuel aux Jeux d'Anvers 1920. († 2 septembre 1952).
- 1889 : 
  - Jack Ryder, joueur de cricket australien. (20 sélections en test cricket). († 3 avril 1977).
- 1891 : 
  - André Boillot, pilote de courses automobile français. († 5 juin 1932).
  - John McDermott, golfeur américain. Vainqueur des US Open 1911 et 1912. († 2 août 1971).

### XXesièclede1901à1950
- 1904 : 
  - Achille Varzi, pilote de courses moto et automobile italien. († 1er juillet 1948).
- 1909 : 
  - Bill Voce, joueur de cricket anglais. (27 sélections en test cricket). († 6 juin 1984).
- 1915 : 
  - Mathias Clemens, cycliste sur route luxembourgeois. Vainqueur des Tours de Luxembourg 1935, 1936, 1937, 1939 et 1947. († 26 novembre 2001).
- 1916 : 
  - Shigeo Arai, nageur japonais. Champion olympique du 4×200m nage libre et médaillé de bronze sur 100 m nage libre aux Jeux de Berlin 1936. († 19 juillet 1944).
- 1920 : 
  - Robert Bonnaventure, cycliste sur route français. († ? janvier 2015).
- 1921 : 
  - Esther Williams, nageuse américaine († 6 juin 2013).
- 1924 : 
  - Franco Balestra, joueur de jeu de paume italien. († 3 septembre 2011).
  - Stan Miasek, basketteur américain. († 18 octobre 1989).
- 1926 : 
  - Piero Drogo, pilote de courses automobile italien. († 28 avril 1973).
  - Francisco Masip, cycliste sur route espagnol. († 25 septembre 2015).
- 1927 : 
  - Bill Gadsby, hockeyeur sur glace puis entraîneur canadien. († 10 mars 2016).
- 1928 : 
  - François Remetter, footballeur français. (26 sélections en équipe de France). († 2 octobre 2022).
- 1930 : 
  - Pierre Pardoën, cycliste sur route français. († 17 juin 2019).
- 1932 : 
  - Zito, footballeur brésilien. Champion du monde du monde de football 1958 et 1962. Vainqueur de la Copa Libertadores 1962 et 1963. (46 sélections en équipe nationale). († 14 juin 2015).
- 1939 :
  - Viorica Viscopoleanu, athlète de sauts roumaine. Championne olympique de la longueur aux Jeux de Mexico 1968. Détentrice du Record du monde du saut en longueur du 14 octobre 1968 au 3 septembre 1970.
- 1940 : 
  - Dilip Sardesai, joueur de cricket indien. (30 sélections en test cricket). († 2 juillet 2007).
- 1941 : 
  - Georges Heylens, footballeur puis entraîneur belge. (67 sélections en équipe nationale).
- 1942 : 
  - Tory Ann Fretz, joueuse de tennis américaine.
- 1943 :
  - Jean-Claude Marty, joueur de rugby à XIII français. (13 sélections en équipe nationale). († 16 janvier 2023).
- 1944 : 
  - Bill Hewitt, basketteur américain.
- 1947 : 
  - Ken Dryden, hockeyeur sur glace puis homme politique canadien. Député de 2004 à 2011 et ministre de 2004 à 2005.
  - Péter Szőke, joueur de tennis hongrois. († 28 juillet 2022).
  - Albert Vanucci, footballeur puis entraîneur français. (2 sélections en équipe de France). († 6 avril 2025).
- 1949 : 
  - Roger Legeay, cycliste sur route puis directeur sportif français.
  - Ricardo Londoño, pilote de courses automobile colombien. († 18 juillet 2009).
- 1950 : 
  - Greg Polis, hockeyeur sur glace canadien. († 17 mars 2018).

### XXesièclede1951à2000
- 1951 :
  - Louis van Gaal, footballeur puis entraîneur néerlandais. Vainqueur de la Coupe UEFA 1992 puis de la Ligue des champions 1995. Sélectionneur de l'Équipe des Pays-Bas de football de 2000 à 2002 puis depuis 2012.
- 1952 :
  - Brigitte Ahrenholz, rameuse d'aviron est-allemande puis allemande. Championne olympique en huit aux Jeux de Montréal 1976. Championne d'Europe d'aviron en quatre de couple avec barreur 1973. († 7 avril 2018).
  - Doug Melvin, dirigeant de baseball américain.
- 1953 :
  - Nigel Mansell, pilote de F1 britannique. Champion du monde de Formule 1 1992. (31 victoires en Grand Prix).
- 1955 :
  - Barbara Petzold, fondeuse allemand. Médaillée de bronze du relais 4×5km aux Jeux d'Innsbruck 1976 et championne olympique du 10 km et du relais 4×5 km aux Jeux de Lake Placid 1980.
  - Herbert Prohaska, footballeur puis entraîneur autrichien. (83 sélections en équipe nationale). Sélectionneur de l'équipe d'Autriche de 1993 à 1999.
  - Michael Roe, pilote de course automobile irlandais.
- 1956 :
  - Miloš Šestić, footballeur yougoslave puis serbe. (21 sélections avec l'Équipe de Yougoslavie de football).
- 1957 :
  - Hervé Dubuisson, basketteur puis entraîneur français. (254 sélections en équipe de France).
  - Roberto Rojas, footballeur chilien. (48 sélections en équipe nationale).
  - Ronald Weigel, athlète de marches est-allemand puis allemand. Médaillé d'argent du 20 km et du 50 km marches aux Jeux de Séoul 1988 puis de bronze du 50 km aux Jeux de Barcelone 1992. Champion du monde d'athlétisme  du 50 km 1983.
- 1959 :
  - Rubén Paz, footballeur uruguayen. (45 sélections en équipe nationale).
- 1960 :
  - Bruno Pellicier, karatéka français. Champion d'Europe de karaté des -70 kg 1989 et 1990.
- 1961 :
  - Bruce Mathews, joueur de foot U.S. américain.
  - Lena Sandin, joueuse de tennis suédoise.
- 1963 :
  - Leo Gamez, boxeur vénézuélien. Champion du monde poids pailles de boxe anglaise du 10 janvier 1988 au 16 avril 1989, champion du monde poids mi-mouches de boxe anglaise du 21 octobre 1993 au 4 février 1995, champion du monde poids mouches de boxe anglaise du 13 mars 1999 au 3 septembre 1999 et champion du monde poids super-mouches de boxe anglaise du 9 octobre 2000 au 11 mars 2001.
- 1965 :
  - Kees Koolen, pilote de rallye-raid en quad, en moto et auto néerlandais.
- 1966 :
  - Patrice Lhôtellier, fleurettiste français. Champion olympique par équipes aux Jeux de Sydney 2000. Champion du monde d'escrime au fleuret par équipes 1997 et 1999.
- 1967 :
  - Marcelo Balboa, footballeur américain. (128 sélections en équipe nationale).
  - Uche Okafor, footballeur nigérian. Champion d'Afrique de football 1994. (34 sélections en équipe nationale). († 6 janvier 2011).
  - Branko Brnović, footballeur puis entraîneur yougoslave puis monténégrin. (27 sélections avec l'Équipe de Yougoslavie de football).
- 1968 :
  - Suzy Favor-Hamilton, athlète de demi-fond américaine.
  - Marco Grassi, footballeur suisse. (31 sélections en équipe nationale).
  - Masahiko Kageyama, pilote de course automobile japonais.
  - Florin Prunea, footballeur roumain. (40 sélections en équipe nationale).
- 1970 :
  - José Francisco Molina, footballeur puis entraîneur espagnol. (9 sélections en équipe nationale).
  - Johann Mühlegg, fondeur allemand puis espagnol. Champion du monde de ski de fond du 50 km 2001.
  - Chester Williams, joueur de rugby à XV puis entraîneur sud-africain. Champion du monde de rugby 1995. (27 sélections en équipe nationale).  († 6 septembre 2019).
- 1971 :
  - Maurice Beyina, basketteur centrafricain puis français.
  - Thomas Kokkinis, footballeur français.
- 1972 :
  - Axel Merckx, cycliste sur route belge. Médaillé de bronze de la course sur route aux Jeux d'Athènes 2004.
  - Éric Poujade, gymnaste français. Médaillé d'argent du cheval d'arçons aux Jeux de Sydney 2000. Champion d'Europe de gymnastique du concours général par équipes et du cheval d'arçons 1998. († 2 juillet 2024).
- 1973 :
  - Laurent Sciarra, basketteur puis entraîneur français. Médaillé d'argent aux Jeux de Sydney 2000. (112 sélections en équipe nationale).
- 1974 :
  - Ulises de la Cruz, footballeur équatorien. (101 sélections en équipe nationale).
  - Andy Priaulx, pilote de courses automobile britannique. Champion du monde des voitures de tourisme 2005, 2006 et 2007.
- 1975 :
  - Samir Boughanem, footballeur franco-marocain. (6 sélections avec l'équipe du Maroc).
  - Makoto Tanaka, footballeur japonais. Vainqueur de la Coupe d'Asie des clubs champions 1999. (32 sélections en équipe nationale).
  - Federico Todeschini, joueur de rugby à XV argentin. (21 sélections en équipe nationale).
- 1977 :
  - Marílson Gomes dos Santos, athlète de fond brésilien. Vainqueur des Marathon de New York 2006 et 2008.
  - Tommy Ingebrigtsen, sauteur à ski norvégien. Médaillé de bronze par équipes aux Jeux de Turin 2006. Champion du monde de saut à ski du tremplin K120 1995. Champion du monde de vol à ski par équipes 2004 et 2006.
  - Szilárd Németh, footballeur slovène. (59 sélections en équipe nationale).
  - Daniel Moreira, footballeur français. (3 sélections en équipe de France).
  - Romain Pitau, footballeur français.
  - Nicolas Vogondy, cycliste sur route français.
- 1978 :
  - Louis Saha, footballeur français. Vainqueur de Ligue des champions 2008. (20 sélections en équipe de France).
  - Massamesso Tchangaï, footballeur togolais. (37 sélections en équipe nationale). († 8 août 2010).
  - Bertin Tomou, footballeur camerounais. Vainqueur de la Coupe d'Asie des clubs champions 1997. (20 sélections en équipe nationale).
- 1979 :
  - William Avery, basketteur américain.
  - Benjamin Boyet, joueur de rugby à XV français. Vainqueur du Tournoi des six nations 2006. (5 sélections en équipe de France).
  - Daniel Gabbidon, footballeur gallois. (46 sélections en équipe nationale).
  - Rashard Lewis, basketteur américain.
  - Guðjón Valur Sigurðsson, handballeur islandais. Médaillé d'argent aux Jeux de Pékin 2008. Vainqueur de la Coupe EHF 2005. (328 sélections en équipe nationale).
- 1980 :
  - Borut Božič, cycliste sur route slovène.
  - Craig Breslow, joueur de baseball américain.
  - Victor Sintes, fleurettiste français. Champion du monde d'escrime au fleuret par équipes 2005 puis médaillé d'argent du fleuret par équipes et de bronze en individuel aux Mondiaux d'escrime 2011. Médaillé d'argent du fleuret par équipes aux CE d'escrime 2002, 2011 et 2012.
- 1981 :
  - Roger Federer, joueur de tennis suisse. Champion olympique en double aux Jeux de Pékin 2008 puis médaillé d'argent en simple aux Jeux de Londres 2012. Vainqueur des tournois de Wimbledon 2003, 2004, 2005, 2006, 2007, 2009, 2012 et 2017, des Open d'Australie 2004, 2006, 2007, 2010, 2017 et 2018, des US Open 2004, 2005, 2006, 2007 et 2008, du tournoi de Roland Garros 2009, et des Masters cup 2003, 2004, 2006, 2007, 2010 et 2011 puis de la Coupe Davis 2014.
- 1982 :
  - Viktor Fasth, hockeyeur sur glace suédois. Champion du monde de hockey sur glace 2017
  - David Florence, céiste britannique.
  - Masi Matadigo, joueur de rugby à XV fidjien. (22 sélections en équipe nationale).
  - Ross Ohlendorf, joueur de baseball américain.
- 1983 :
  - Alexandra Coletti, skieuse alpine italo-monégasque.
  - Chris Dednam, joueur de badminton sud-africain.
  - Ivana Đerisilo, volleyeuse serbe. (85 sélections en équipe nationale).
  - Kurt Maflin, joueur de snooker anglais puis norvégien.
  - Vittorio Parrinello, boxeur italien
  - Vivian Yusuf, judokate nigériane.
- 1984 :
  - Matej Jurčo, cycliste sur route slovaque.
- 1986 :
  - Kateryna Bondarenko, joueuse de tennis ukrainienne.
  - Neri Cardozo, footballeur argentin. (1 sélection en équipe nationale).
  - Huriana Manuel, joueuse de rugby à XV et de rugby à sept puis entraîneuse néo-zélandaise. Médaillée d'argent aux Jeux de Rio 2016. Championne du monde de Rugby à XV 2006 et 2010. Championne du monde de rugby à sept 2013. (18 sélections avec l'équipe de rugby à XV).
- 1987 :
  - Tatjana Malek, joueuse de tennis allemande.
  - Peter Stetina, cycliste sur route américain.
- 1988 :
  - Alix Faye-Chellali, footballeuse française.
  - Mandy Islacker, footballeuse allemande. Victorieuse de la Ligue des champions féminine 2015. (25 sélections en équipe nationale).
  - Xu Yifan, joueuse de tennis chinoise.
- 1989 :
  - Sesil Karatantcheva, joueuse de tennis bulgare puis kazakhe.
  - Joaquín Tuculet, joueur de rugby à XV argentin. (51 sélections en équipe nationale).
- 1991 :
  - Joël Matip, footballeur germano-camerounais. Vainqueur de la Ligue des champions 2019. (27 sélections avec l'équipe du Cameroun).
- 1992 :
  - Jeff Louis, footballeur franco-haïtien. (31 sélections avec l'équipe d'Haïti).
- 1994 :
  - Saikhom Mirabai Chanu, haltérophile indienne. Médaillée d'argent des - 49kg aux Jeux de Tokyo 2020. Championne du monde d'haltérophilie des - 48 kg 2017
- 1995 :
  - Daniel Hamilton, basketteur américain.
  - Jérôme Prior, footballeur français.
- 1996 :
  - Kiko Seike, footballeuse japonaise. (9 sélections en équipe nationale).
  - A'ja Wilson, basketteuse américaine. Championne olympique aux Jeux de Tokyo 2020 et aux Jeux de Paris 2024. Championne du monde de basket-ball 2018 et 2022. (18 sélections en équipe nationale).
- 1997 :
  - Irvin Cardona, footballeur français.
- 1998 :
  - Geoffrey Blancaneaux, joueur de tennis français.
- 1999 :
  - Yasmin Mrabet, footballeuse hispano-marocaine. (21 sélections avec l'équipe du Maroc).
- 2000 :
  - Félix Auger-Aliassime, joueur de tennis canadien. Médaillé de bronze en double mixte aux Jeux de Paris 2024. Vainqueur de la Coupe Davis 2019.

### XXIesiècle
- 2001 :
  - Peter Pokorný, footballeur slovaque.
  - Karólína Lea Vilhjálmsdóttir, footballeuse islandaise. (49 sélections en équipe nationale).
- 2002 :
  - KJ Simpson, basketteur américain.
- 2003 :
  - Jonas Urbig, footballeur allemand.
- 2006 :
  - Tidiam Gomis, footballeur français.
  - Mikkel Hope, footballeur norvégien.

## Décès

### XXesièclede1901à1950
- 1930 :
  - Launceston Elliot, 56 ans, haltérophile britannique. Champion olympique à un bras et médaillé d'argent à deux bras aux Jeux d'Athènes 1896. (° 9 juin 1874).

### XXesièclede1951à2000
- 1975 :
  - Sune Almkvist, 89 ans, footballeur, hockeyeur sur glace, joueur de bandy et dirigeant sportif suédois. (4 sélections en équipe nationale de football). Président de la fédération suédoise de bandy de 1925 à 1950. (° 4 février 1886).
- 1989 :
  - Brian Naylor, 66 ans, pilote de courses automobile et homme d'affaires britannique. (° 24 mars 1923).
- 1992 : 
  - John Kordic, 27 ans, hockeyeur sur glace canadien. (° 22 mars 1965).

### XXIesiècle
- 2005 : 
  - Gene Mauch, 79 ans, joueur et dirigeant de baseball américain. (° 18 novembre 1925).
- 2008 : 
  - Orville Moody, 74 ans, golfeur américain. Vainqueur de l'US Open 1969. (° 9 décembre 1933).
- 2009 : 
  - Daniel Jarque, 26 ans, footballeur espagnol. (° 1er janvier 1983).
  - Jone Railomo, 28 ans, joueur de rugby à XV fidjien. (10 sélections en équipe nationale). (° 26 février 1981).
- 2010 : 
  - Massamesso Tchangaï, 32 ans, footballeur togolais. (37 sélections en équipe nationale). (° 8 août 2010).
- 2015 : 
  - Gus Mortson, 90 ans, hockeyeur sur glace puis entraîneur canadien. (° 24 janvier 1925).
- 2017 : 
  - Dick MacPherson, 86 ans, joueur  de foot U.S. puis entraîneur américain. (° 4 novembre 1930).